# Eupithecia extensaria
Eupithecia extensaria (conocida en Europa como polilla escasa) es una especie de polilla de la familia Geometridae. La especie fue descrita por primera vez por Christian Friedrich Freyer habiendo sido descrita en 1844, con distribución en Eurasia. El sintipo de la especie fue descrita en los alrededores de la antigua Sarepta (Krasnoarmeisk), Rusia.
Cuenta con tres subespecies: Eupithecia extensaria extensaria; Eupithecia extensaria leuca Dietze, 1910; Eupithecia extensaria occidua Prout, 1914.

## Descripción
Es una polilla mediana con una envergadura de unos 23 milímetros (0,9 plg). Los palpos labiales son de color gris ceniza o marrón. Las alas anteriores cuentan con una costa extremadamente recta con el margen exterior del ala, específicamente la parte entre el ápice (la punta) y el ángulo posterior o anal del ala es oblicuo redondeado con un ápice estrecho pero redondeado apenas puntiagudo. El color de fondo de las alas anteriores es gris ceniza. Las líneas transversales son gris oscuro, casi rectas, en ángulo agudo cerca de la costa del ala.: Notas 1  Cuenta con tres líneas blanco tiza: una entre el áreas basal y medial, otra en el área medial y una más ancha, entre las áreas medial y terminal. La mancha discal está ausente. El ala posterior es gris pálido con áreas terminales ligeramente más oscuras, indicios débiles de una línea transversal y sin mancha discal. El abdomen es gris ceniza con escamas marrones dispersas. 
La subespecie E. extensaria occidua tiene un color más brillante que el marrón o cresta en las alas del cuerpo. Las cuatro alas también tienen pequeñas manchas costeras marrones o marrón oscuro y con marcas marrón oscuro a nivel de las venas.: Notas 1 

## Estilo de vida
La polilla vuela en mayo a junio. Las larvas se alimentan del ajenjo marino.

## Distribución
E. extensaria se ha descrito con detalle en las marismas del Guadalquivir, España y Europa Oriental, Turquía, la región de transcaucasia, Kazajistán, Rusia asiática (en particular el sur de Siberia, el macizo de Altái y el Krai de Primorie), Mongolia, China, Corea y Japón. En la península ibérica se ha descrito solo en Noguera de Albarracín.